# Aegialomys galapagoensis
Aegialomys galapagoensis (Waterhouse, 1839) è un roditore della famiglia dei Cricetidi endemico delle Isole Galapagos.

## Descrizione

### Dimensioni
Roditore di medie dimensioni, con la lunghezza della testa e del corpo tra 106 e 152 mm, la lunghezza della coda tra 120 e 173 mm, la lunghezza del piede tra 28 e 34 mm, la lunghezza delle orecchie tra 14 e 23 mm e un peso fino a 108 g.

### Aspetto
La pelliccia è molto lunga, densa e liscia. Le parti dorsali variano dal giallastro chiaro al giallo-brunastro con dei riflessi marroni, mentre le parti ventrali sono grigiastre. Le orecchie sono piccole, arrotondate e ricoperte di corti peli. Le vibrisse sono numerose, molto corte ed ispessite. Il dorso dei piedi è ricoperto di corti peli biancastri. Sono presenti dei ciuffi di peli alla base di ogni artiglio.  La coda è poco più corta della testa e del corpo, può essere sia uniformemente scura che più chiara sotto ed è densamente ricopera di corti peli. 

## Biologia

### Comportamento
È una specie terricola. I maschi hanno un raggio d'azione superiore alle femmine.

### Alimentazione
Si nutre di semi.

### Riproduzione
Si riproduce tra marzo ed aprile, con il numero di picooli limitato dalla quantità di precipitazioni. L'aspettativa di vita è di circa due anni.

## Distribuzione e habitat
Questa specie è conosciuta sulle due isole di San Cristobal e Santa Fe, nelle Isole Galapagos. Probabilmente si è estinta sulla prima isola.
vive nelle boscaglie vicino alla costa e nei prati tra le rocce laviche.

## Tassonomia
Sono state riconosciute 2 sottospecie:
- A.g.galapagoensis †: San Cristobal;
- A.g.bauri (J. A. Allen, 1892): Santa Fe.

## Conservazione
La IUCN Red List, considerato che esistono due piccole popolazioni in una sola località, le quali sono minacciate dalla possibilità di introduzione di specie esotiche sull'isola, classifica A.galapagoensis come specie vulnerabile (VU).